# Léon Cayotte
Léon Cayotte, né à Nancy le 15 septembre 1875 et mort dans cette même ville le 30 août 1946 est un architecte français. Sans jamais faire partie de l'École de Nancy, il appartient à la génération nancéienne de l'Art nouveau.

## Biographie
Léon Français Cayotte est le fils de Louis Cayotte, entrepreneur en plâtrerie. Il a deux frères : François et Edmond Cayotte, lequel deviendra le président du Syndicat des entrepreneurs en bâtiments et travaux publics de Meurthe-et-Moselle.
Formé à l'ENSBA, qu'il intègre en 1896, Léon Cayotte est l'élève successivement de Victor Laloux puis de Charles-Désiré Bourgon. Il est médaillé de 1ère classe en 1900 et obtient son diplôme en 1904.
En 1906, il installe son agence rue des Tiercelins à Nancy puis, à partir de 1909, 13 rue d'Isabey. 
Au début de sa carrière, il réalise plusieurs projets  : pour la caisse d'épargne de Langres (Haute-Marne) en collaboration avec Alexandre Mienville en 1904, pour le groupe scolaire, la salle des fêtes et la justice de paix de Pont-à-Mousson (Meurthe-et-Moselle), également avec Alexandre Mienville, en 1906, pour le théâtre de Nancy, pour la gare de Nancy et pour les halles et le marché de Nancy la même année.
Il devient l'architecte de l'Office d'habitations à bon marché de Nancy.
Il est sociétaire de la Société nationale des beaux-arts et membre de plusieurs associations professionnelles telles que l'Association des anciens élèves des Beaux-Arts, la Société des architectes diplômés par le Gouvernement, la Société des architectes de l'Est de la France et l'Association provinciale des architectes.
Marié en 1909 avec Marguerite Élisabeth Munier, Léon Cayotte a deux enfants.

## Réalisations
- Villa Fruhinsholz, 77 avenue du général Leclerc à Nancy (1908-1910)[5],[3] Inscrit MH (1992).
- Villa Henry, 81 avenue du général Leclerc à Nancy (1909)[3].
- Cité-jardin du boulevard d'Haussonville, à Nancy, avec Jean Bourgon (1924-1933)[3],[6].
- Usine Delattre à Frouard (Meurthe-et-Moselle) (vers 1924)[3].
- Monument de Lorraine à Charmes (Vosges) (1925-1934)[3],[7].
- Villa à Monthureux-sur-Saône (Vosges) (1935-1936)[3].

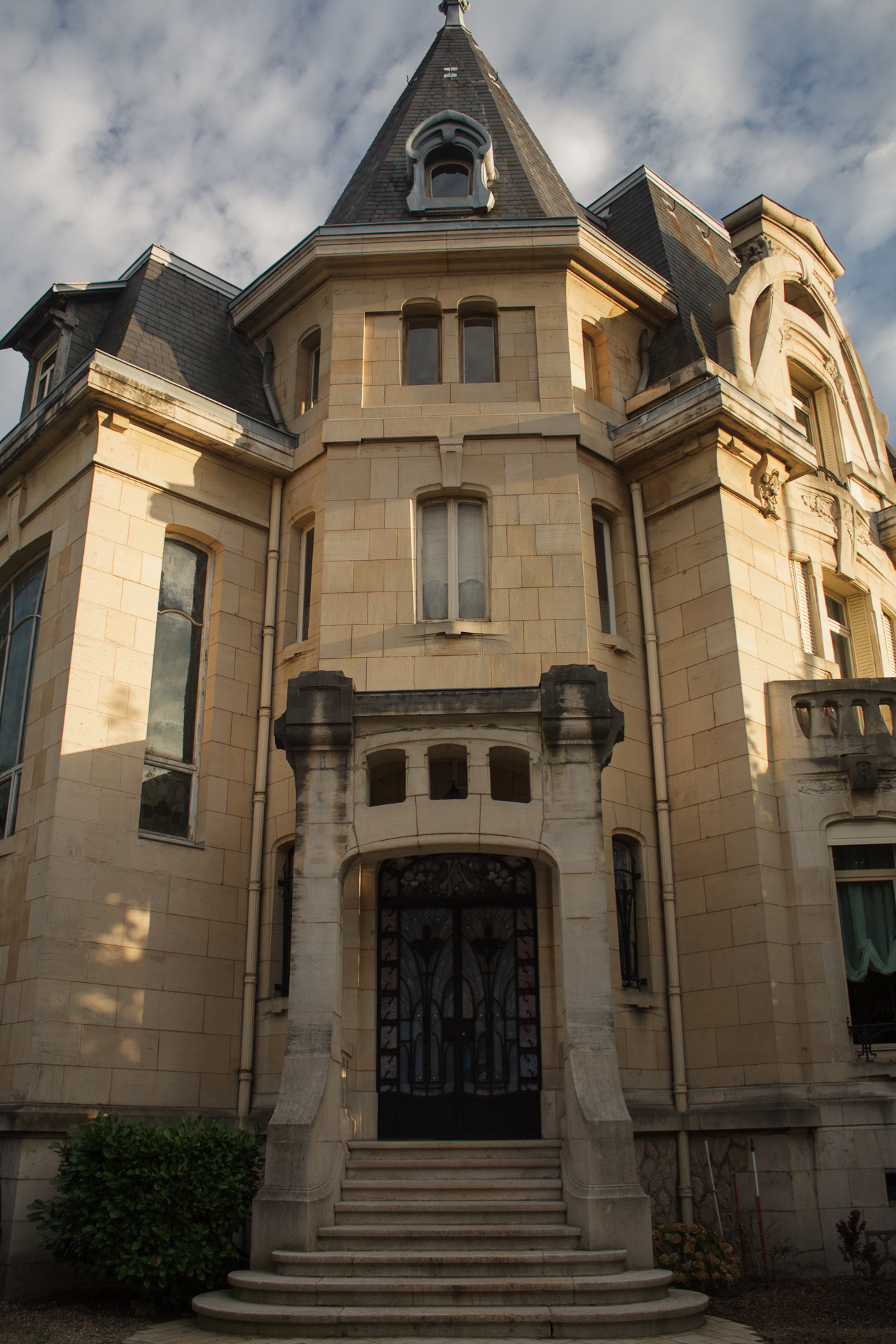
Villa Fruhinsholz à Nancy.
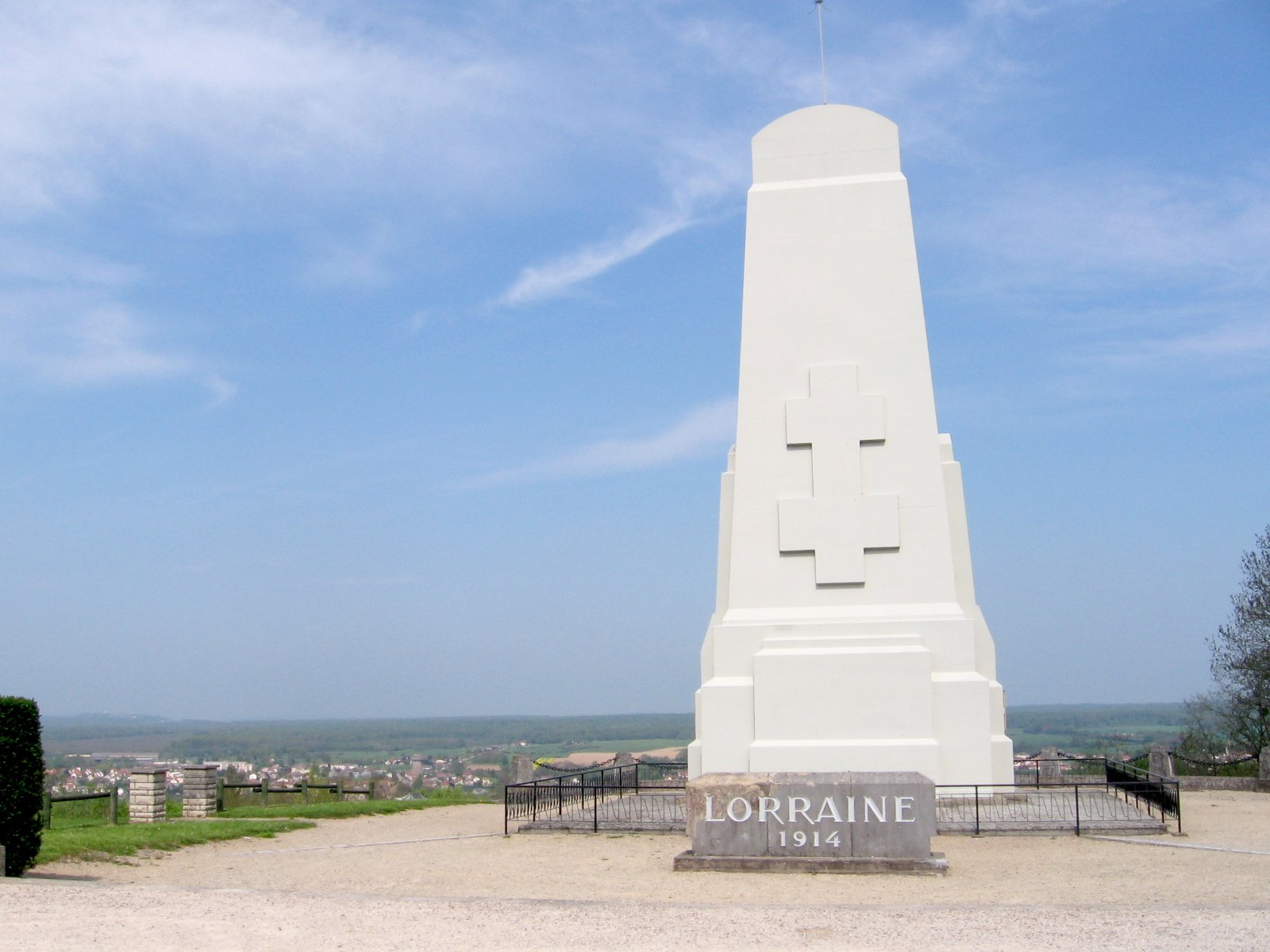
Monument de Lorraine à Charmes.